# 李高 (弘治進士)
李高（1461年—？），字自卑，河南開封府歸德州虞城縣人，民籍，明朝政治人物。

## 生平
河南鄉試第十九名舉人。弘治九年（1496年）中式丙辰科會試第二百六十二名，三甲第五十四名進士。十年任山西襄陵县知县。

## 家族
曾祖李子簡；祖父李貞；父李約，遇例冠帶。前母陽氏；母曾氏；繼母程氏。慈侍下。